# スイーツパラダイス

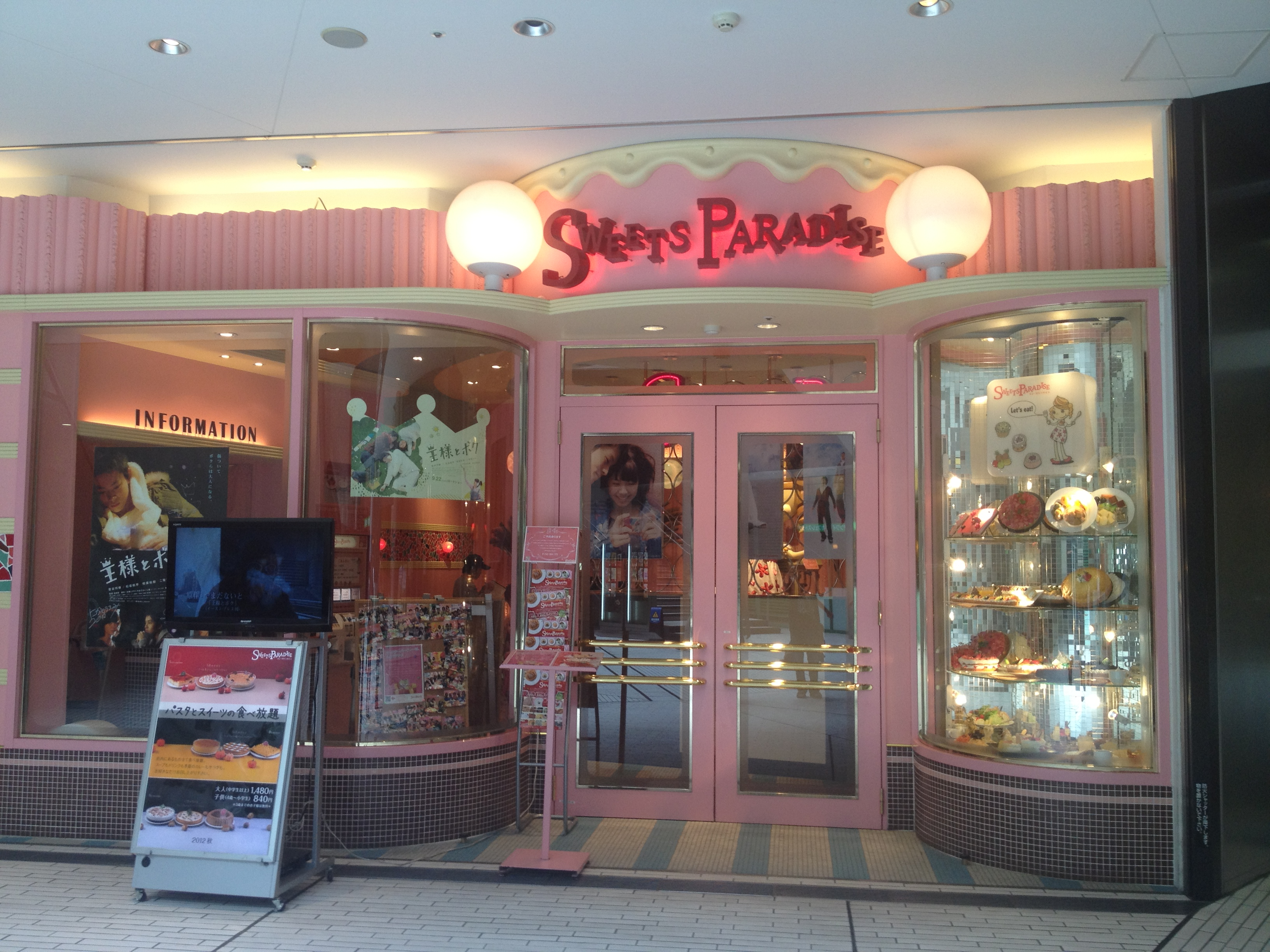
スイーツパラダイス 名古屋スパイラルタワーズ店

スイーツパラダイス（英名：SWEETS PARADISE）は、井上商事株式会社が運営するデザートバイキングチェーンである。通称「スイパラ」。
洋菓子製造を行っている井上商事が2003年6月30日に大阪・心斎橋に1号店を開店し展開開始。関東・近畿を中心に東海、東北、中国、九州エリアに25店舗を展開している（2020年8月時点）。
常時約30種以上のデザートやパスタ・サラダ・スープなどの軽食の食べ放題を、バイキング形式で提供している。
コラボレーション企画も数多く実施している。
また、メイプリーズ（MAPLIES）の名称で、1個110円（税別）でケーキを販売している。

## 不祥事
- 2021年12月7日 「スイーツパラダイス　オンラインショップ」を利用した顧客7,409人分のクレジットカード情報(名義人名、クレジットカード番号、有効期限、セキュリティコード)が漏洩した事を2022年6月7日に公表した[4]。